# Wetenschapstheater
Wetenschapstheater is een vorm van theater waarin wetenschap centraal staat. Behalve om de esthetiek gaat het vaak nog om een ander doel, zoals inzicht geven in het wezen van wetenschap of het stimuleren van denken over de maatschappelijke effecten van wetenschap.

## Genres
Binnen wetenschapstheater bestaan verschillende benaderingen. Grofweg is er een onderscheid te maken tussen 
1. de genres waarin wetenschap of technologie een min of meer toevallig onderwerp is en theatrale doelen centraal staan
2. de genres waarin wetenschap of technologie centraal staat en theater een min of meer toevallig middel is om het denken over of begrip van wetenschap of technologie of de discussie over wetenschap te stimuleren.
3. de genres waarin wetenschap of technologie centraal staat en theater een min of meer toevallig middel is om het denken of de discussie over het maatschappelijke functioneren van wetenschap of technologie te stimuleren.

Een beroemde vertegenwoordiger van het eerste genre is het stuk Copenhagen van Michael Frayn. Voorbeelden uit het tweede genre zijn de stukken van de chemicus en Nobelprijswinnaar Carl Djerassi, terwijl stukken van de Engelse Y Touring Theatre Company tot het laatste genre behoren. De groep trok jarenlang succesvol langs middelbare scholen met stukken over bijvoorbeeld xenotransplantatie om scholieren met invloedrijke ontwikkelingen in de wetenschap in aanraking te brengen. Ook het gebruik van rollen- en simulatiespelen over wetenschap en samenleving binnen het middelbaar en hoger onderwijs valt onder het derde genre.
Er zijn ook veel tussenvormen zoals stukken van Bertolt Brecht, die kunst en vorming wilde combineren.

## Nederland en België
In Nederland bestond enige decennia de groep Pandemonia die stukken speelde op scholen, in musea en op wetenschappelijke symposia. Stukken handelden over 'de maakbare mens', voeding en genomics en nanotechnologie. 
Geheel anders van aard is het Nederlandse multi-disciplinair ensemble Theater Adhoc dat zich toelegt op de verbeelding van actuele ontwikkelingen in de (natuur)wetenschappen. Onder het motto "Reality is too interesting to leave it to the realists" enscèneert Theater Adhoc dialogen tussen kunst en wetenschap. Recente voorstellingen ontstonden in nauwe samenwerking met onderzoekers zoals Kobus Kuipers (nano-optica), Henk Barendregt (brain-mind-mindfulness), Elisabetta Pallante (theoretische fysica) en de Amerikaanse 'genehunter' J. Craig Venter.
De Brusselse groep Crew poogt met moderne middelen uit wetenschap en techniek verrassend theater te maken.

## Verenigde Staten en Verenigd Koninkrijk
In de Verenigde Staten bestaat de studentengroep Science Theater, onderdeel van Michigan State University, die een rol in het onderwijs speelt. De Amerikaanse Alfred P. Sloan Foundation stelt daarnaast geld beschikbaar voor de ontwikkeling van nieuw wetenschapstheater. Hiermee worden toneelschrijvers ondersteund of theaters die hun stukken willen opvoeren. De stichting heeft als theaterpartners het Ensemble Studio Theatre en de Manhattan Theatre Club in New York, het National Theatre in Londen, en L.A. Theatre Works in Los Angeles. Het California Institute of Technology produceert theatervoorstellingen onder de noemer Theatre Arts at Caltech, waaronder ook een Festival of New Science-Driven Plays.
In het Verenigd Koninkrijk trok het Y Touring Theatre Company jarenlang succesvol langs middelbare scholen met stukken over bijvoorbeeld xenotransplantatie om scholieren met invloedrijke ontwikkelingen in de wetenschap in aanraking te brengen. Deze stukken zijn nu nog digitaal beschikbaar. De groep Science Theatre voert wetenschappelijke 'shows' uit voor verschillende doelgroepen, waarbij gebruik wordt gemaakt van deskundige kennis over wetenschap en toneeltechnieken.

## Duitsland
In Duitsland produceerde het English Theatre Berlin in Berlijn jarenlang Engelstalige wetenschapstheaterstukken.